# Kalifornijska platana
Kalifornijska platana (lat. Platanus racemosa), listopadno stablo iz roda vodoklena čije je područje ograničeno na američku državu Kaliforniju i meksičku državu Baja California.
Naraste do 35 metara visine i promjera do jednog metra (3 stope). Drvo je veoma tvrdo i teško ga je cijepati. Plodovima kalifornijske platane hrane se neke vrste sisavaca i ptica

## Sinonimi
- Platanus californica Benth.
- Platanus orientalis var. racemosa (Nutt.) Kuntze